# 3537 Jurgen
3537 Jurgen је астероид главног астероидног појаса са средњом удаљеношћу од Сунца која износи 2,588 астрономских јединица (АЈ).
Апсолутна магнитуда астероида је 13,1.